# Station Roztoki Bystrzyckie
Station Roztoki Bystrzyckie is een spoorwegstation in de Poolse plaats Roztoki.